# آه يا أبي
Oh, My Dad!! (باليابانية: オー・マイダッド!!) (بالإنجليزية: Oh, My Dad!!)‏ (تعني: آهٍ، يا أبي!!) دراما يابانية أنتجت عام 2013م في اليابان، وعرضت على قناة فوجي اليابانية في الحادي عشر من شهر يوليو.

## القصة
يسخر شينكاي غينيتشي حياته في بحثه آملاً في أن يسترجع أيام فخره في الجامعة. يعيش الآن وهو بعمر 42 في فقر متجاهلاً أسرته، ودائمًا ما يردد أنه سيوفق ببحثه وسينجح غير مقنع بذلك الكثير من حوله. شعاره دائمًا «إن أردت الوصول إلى أحلامك، فعليك ألا تستسلم أبدًا.» إلا أنه في الحقيقة أبٌ ميؤوس منه ومن حاله معدم غير ذي حيلة.
في يوم من الأيام تهجره زوجته سايوكو تاركتة وراء ظهرها ابنها ذا الخمسة أعوام، واسمه كوتا. يعاني والده غينيتشي حينها الأمرين من تربية كوتا والاهتمام به، وبتوفير لقمة العيش لكليهما. كانت زوجته في السابق هي من تصرف على السكن والمعيشة، فعندما غادرت طرد من شقته، ولم يعرف أين يذهب، فانتهى به الحال متسكعا هو وابنه من حديقة عامة إلى بيت صديق ليأويهما، وغير ذي عمل يوفر لنفسه وابنه عيشة كريمة.
يصادف غينيتشي صديقته السابقة في الجامعة وهي تعمل في موقع مرموق بشركة ذات صيت، ثم يعمل بعدها في نفس الشركة في التنظيف.
تحكي القصة بشكل عام كيفية حياة الوالد وودله وما يصادفانه من مشاكل وآملام وكيف يتجاوزانها.

## الممثلون
- شينكاي غينيتشي

يمثل هذا الدور أودا يوجي
- شينكاي كوتا

يمثل هذا الدور تاناكا كاناو
- هاياساكا ميزوكي

تمثل هذا الدور هاسيغاوا كيوكو
- كيشيدا فوميكاي

يمثل هذا الدور ياشيما نوريتو
- شينكاي سايوكو

يمثل هذا الدور سوزوكي أنجو

## اقرأ أيضًا
- دراما يابانية

## وصلات خارجية
- آه يا أبي على موقع IMDb (الإنجليزية)

- Oh, My Dad!! (الموقع الرسمي)